# بخش کلیرواتر، شهرستان رایت، مینه سوتا
بخش کلیرواتر (به انگلیسی: Clearwater Township) یک منطقهٔ مسکونی در ایالات متحده آمریکا است که در شهرستان رایت، مینه‌سوتا واقع شده‌است.
 بخش کلیرواتر ۶۱٫۸ کیلومتر مربع مساحت و ۱٬۳۶۸ نفر جمعیت دارد و ۳۱۴ متر بالاتر از سطح دریا واقع شده‌است.